# BSふれあいホール

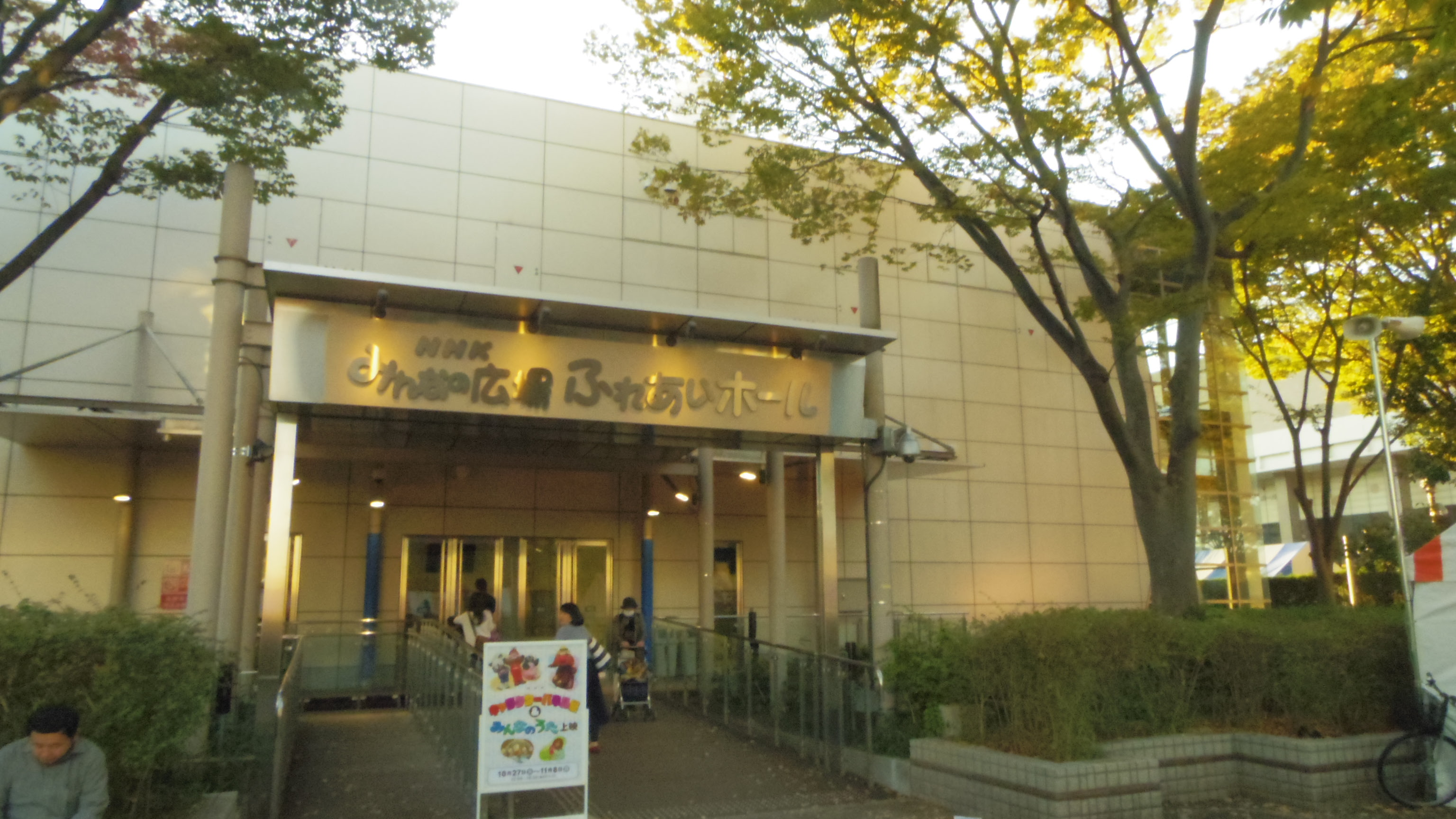
公開収録が行われていたみんなの広場ふれあいホール

『BSふれあいホール』（ビーエス-）は、2004年3月29日から2006年4月6日までNHKBSで放送されたバラエティ番組である。「みんなの広場ふれあいホール」で公開収録する番組であった。

## 概要
初年度は月曜・火曜が「お楽しみ寄席」と題して寄席・演芸を、水曜～金曜が音楽で1組の通しゲストと日替わりゲストによる「出会いのコンサート」を放送した。この系譜の番組はシブヤらいぶ館（2006年度）、BSふれあいステージ（2007年度）と続き、2008年より各ゾーンが独立して引き続き放送され、2011年3月のNHK-BSの再編による終了まで続いた。

## 放送時間
- NHKBShi
  - 2004年度：月 - 金曜 15:15 - 15:59
  - 2005年度：月 - 木曜 15:00 - 15:44／月 - 木曜 26:00 - 26:44
- NHKBS2
  - 2004年度：月 - 金曜 18:00 - 18:44
  - 2005年度：月 - 木曜 18:00 - 18:44

## 出演者
- 松田輝雄
- 服部真湖
- 国府弘子

## 内容
- お楽しみ寄席
  - 月 - 火曜（2004年度）、月曜（2005年度）
- 出会いのコンサート
  - 水 - 金曜（2004年度）、火 - 木曜（2005年度）